# Steppin' in a Slide Zone
Steppin' in a Slide Zone is een lied geschreven door John Lodge.

## Inleiding
Lodge schreef het lied voor het album Octave, dat een eind maakte aan een stilteperiode van The Moody Blues. Ieder ging even zijn eigen weg. Na vijf jaar probeerde de band hun weg terug te vinden in een veranderde muzikale wereld. New wave en punk hadden de gangbare muziek beïnvloed. Dit is volgens Geoff Feakes ook te horen in dit nummer. Het is weliswaar een rocksong in de tradities van I'm Just a Singer (In a Rock and Roll Band)), maar synthesizers en handgeklap laten horen dat er toch iets gewijzigd was. De opening is nog wel duidelijk uit de jaren zeventig, geluidseffecten starten het nummer op à la Pink Floyds Alan's Breakfast: het dichtslaan van een autodeur en het wegrijden van de auto. Dan volgen synthesizers en Graeme Edge brengt de Rock-'n-rollsong in gang. Ook nog des moodies zijn de harmoniezangen (vier van de vijf leden zongen). Wat mist zijn de mellotronklanken, een gevolg van de technische vooruitgang binnen de (analoge) synthesizers. Cashbox vond het een goede radiosong; Billboard was het met hun eens. Het nummer werd de concertopener in het Octaves-tijdperk, de Moodies deden destijds langer over de opnames van albums dan in de voorafgaande periode. Ook tijdens de concerten die volgden tot de opheffing (2021, overlijden Graeme Edge) stond het vaak op het programma.

## Single
Voorafgaand aan de uitgifte van het album, moest het de nieuwe sound van de Moodies aan het publiek tonen. Het werd als single uitgegeven en was enigszins succesvol in de Verenigde Staten (vanaf 29 juli haalde het nummer 39 in acht weken) en Canada (nummer 41), waar single en album later werden uitgegeven dan in Europa. Het nummer was daarbij wel met bijna twee minuten ingekort (van 5:28 op het album tot 3:30 op de single). In Europa haalde het voor zover bekend geen enkele hitparade. Ook Engeland liet geen notering zien in de hitparade; een schril contrast met de elpee; die stond vanaf 24 juni 1978 18 weken genoteerd en haalde de zesde plaats.

## B-kant
Voor de B-kant werd gekozen voor I'll Be Level with You (3:47) van Edge over een wereld zonder pijn, lijden en ruzie. Het nummer is net zo’n rocker als de A-kant met eveneens harmoniezang. Het nummer was in die periode het eerste nummer na de pauze in concerten. In de outro laat Pinder zijn kunnen horen met stevige synthesizerklanken als een orgel.

## Hoes
De platenhoes van single verwijst voor een deel naar Steppin’ in the Slide Zone. De vijf bandleden stappen door een deur nieuw gebied in. Opmerkelijk is het verschil met de hoes van het album. Op de singlehoes staan alle vijf leden goed zichtbaar afgebeeld. Op de albumhoes is Pinder nauwelijks zichtbaar; hij zou de band al voor de promotieconcerten verlaten; hij werd vervangen door Patrick Moraz.